# Penelles
Penelles là một đô thị trong tỉnh Lleida, cộng đồng tự trị Cataluña Tây Ban Nha. Đô thị Penelles có diện tích là 25,37 ki-lô-mét vuông, dân số năm 2009 là 502 người với mật độ 19,79 người/km². Đô thị Penelles có cự ly km so với tỉnh lỵ Lleida.